# Roman Drole
Roman Drole, slovenski inženir strojništva, * 21. marec 1955, Ljubljana. 
Osnovno šolo je obiskoval v Hudajužni, jo 1969 končal v Podbrdu, srednjo tehniško šolo pa v Ljubljani, kjer se je 1973 vpisal na Fakulteto za strojništvo in leta 1985 diplomiral. V šolskem letu 1979/1980 je učil fiziko na poklicni kovinarski šoli, v letih 1981/1983 pa fiziko in matematiko srednji gostinski šoli v Ljubljani, vmes pa je bil konstruktor v ljubljanskem podjetju Avtomontaža. Leta 1986 je postal asistent za predmet mehanike ljubljanski fakulteti za strojništvo, 1992 pa je prav tam z delom Analiza stabilnosti bimetalnih lupin magistriral. Kasneje je postal ravnatelj na  Višji strokovni šoli v Škofji Loki.